# Casal Parroquial (Castellfollit de Riubregós)
El Casal Parroquial és una obra noucentista de Castellfollit de Riubregós (Anoia) inclosa a l'Inventari del Patrimoni Arquitectònic de Catalunya.

## Descripció
Exemple característic de la senzillesa constructiva amb que - amb tota probabilitat- el noucentisme català arribà als petits pobles de la comarca. Es tracta d'un edifici d'estatges de dues plantes amb balconada a la primera.
La nota més remarcable del conjunt és l'acabament de la façana amb línia sinuosa feta amb totxo vermell que és l'element més emprat en aquest tipus de construccions del modernisme.